# بادبان‌بند

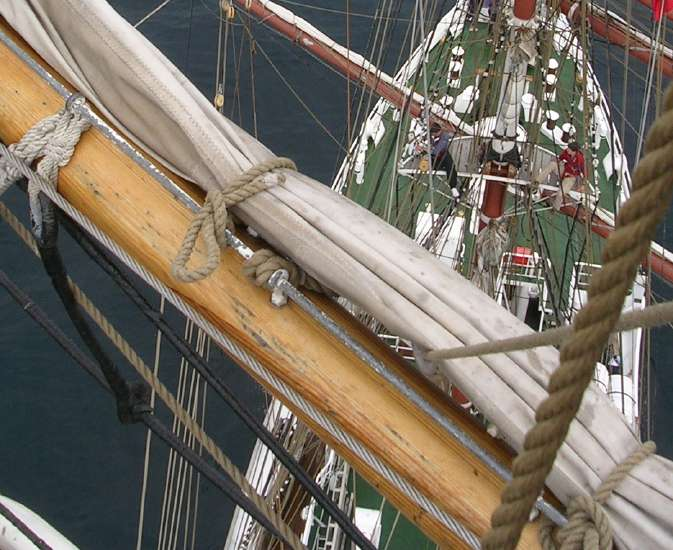
طناب‌های بادبان‌بند که در یک کشتی آموزشی بادبان‌های قسمت بالایی که به شاه‌پرده معروفند را بسته نگاه داشته‌است.

در کشتی‌رانی، به طناب‌ها یا تسمه‌های پارچه‌ای که یک بادبان جمع‌شده را در حالت جمع و بسته نگاه می‌دارند بادبان‌بند گفته می‌شود.
اصطلاح بادبان‌بند امروزه بیشتر در مورد کشتی‌های با بادبان‌بندی چهارگوش به‌کار می‌رود.
بادبان‌بندها بیشتر از جنس طناب‌اند و به بالای شاه‌تیر خوابیده وصل می‌شود و در حالت رها، در پشت بادبان می‌آویزند.